# Oncosclera navicella
Oncosclera navicella är en svampdjursart som först beskrevs av Carter 1881.  Oncosclera navicella ingår i släktet Oncosclera och familjen Potamolepiidae. Inga underarter finns listade i Catalogue of Life.